# Zllatar (Pristina)
Zllatar (albanisch auch Zllatari, serbisch Златаре Zlatare) ist eine Ortschaft in der Gemeinde Pristina im Kosovo. 

## Geographie
Zllatar liegt fünf Kilometer südwestlich von Pristina. Unterhalb des Dorfes verlaufen die Flüsse Mat und Kurshevc. Benachbarte Ortschaften sind Matiçan und Hajvalia. Das Dorf grenzt an den Gërmia-Park (albanisch Parku i Gërmisë); drei Kilometer südlich befindet sich der Badovac-See.
In Zukunft soll um Zllatar eine Umfahrung von Pristina (albanisch Unaza e Prishtinës) verlaufen.

## Bevölkerung

### Ethnien
Bei der Volkszählung von 2011 wurden 233 Einwohner ermittelt. Davon bezeichneten sich 232 (99,57 %) als Albaner. Einer gehörte einer anderen Ethnie an.
| Zensus    | 1948 | 1953 | 1961 | 1971 | 1981 | 1991 | 2011 |
| --------- | ---- | ---- | ---- | ---- | ---- | ---- | ---- |
| Einwohner | 98   | 96   | 108  | 140  | 192  | 273  | 233  |

### Religion
217 Einwohner (93,13 %) bekannten sich als Muslime, zwei als Orthodoxe Christen und einer als Katholik. Acht Einwohner machten keine Angaben diesbezüglich und fünf gehören keiner Religionsgemeinschaft an.